# Лужани-при-Топлі
Лужани-при-Топлі (словац. Cernina) — село в Словаччині, Свидницькому окрузі Пряшівського краю. Розташоване в північно-східній частині Словаччини в Ондавській височині, яка є частиною Низьких Бескидів.
Уперше згадується у 1399 році.

## Населення
| Рік:            | 1994. | 2004.   | 2014.   | 2024.   |
| --------------- | ----- | ------- | ------- | ------- |
| Кількість осіб: | 248   | 259     | 261     | 247     |
| Різниця:        |       | +4,43 % | +0,77 % | -5,36 % |

| Рік:            | 2023. | 2024.   |
| --------------- | ----- | ------- |
| Кількість осіб: | 255   | 247     |
| Різниця:        |       | -3,13 % |

В селі проживає 258 осіб.
Національний склад населення (за даними останнього перепису населення — 2001 року):
- словаки — 99,60%
- чехи — 0,40%

Склад населення за приналежністю до релігії станом на 2001 рік:
- протестанти — 75,89%,
- римо-католики — 22,92%,
- греко-католики — 0,79%,
- не вважають себе віруючими або не належать до жодної вищезгаданої церкви- 0,40%